# Taximetru

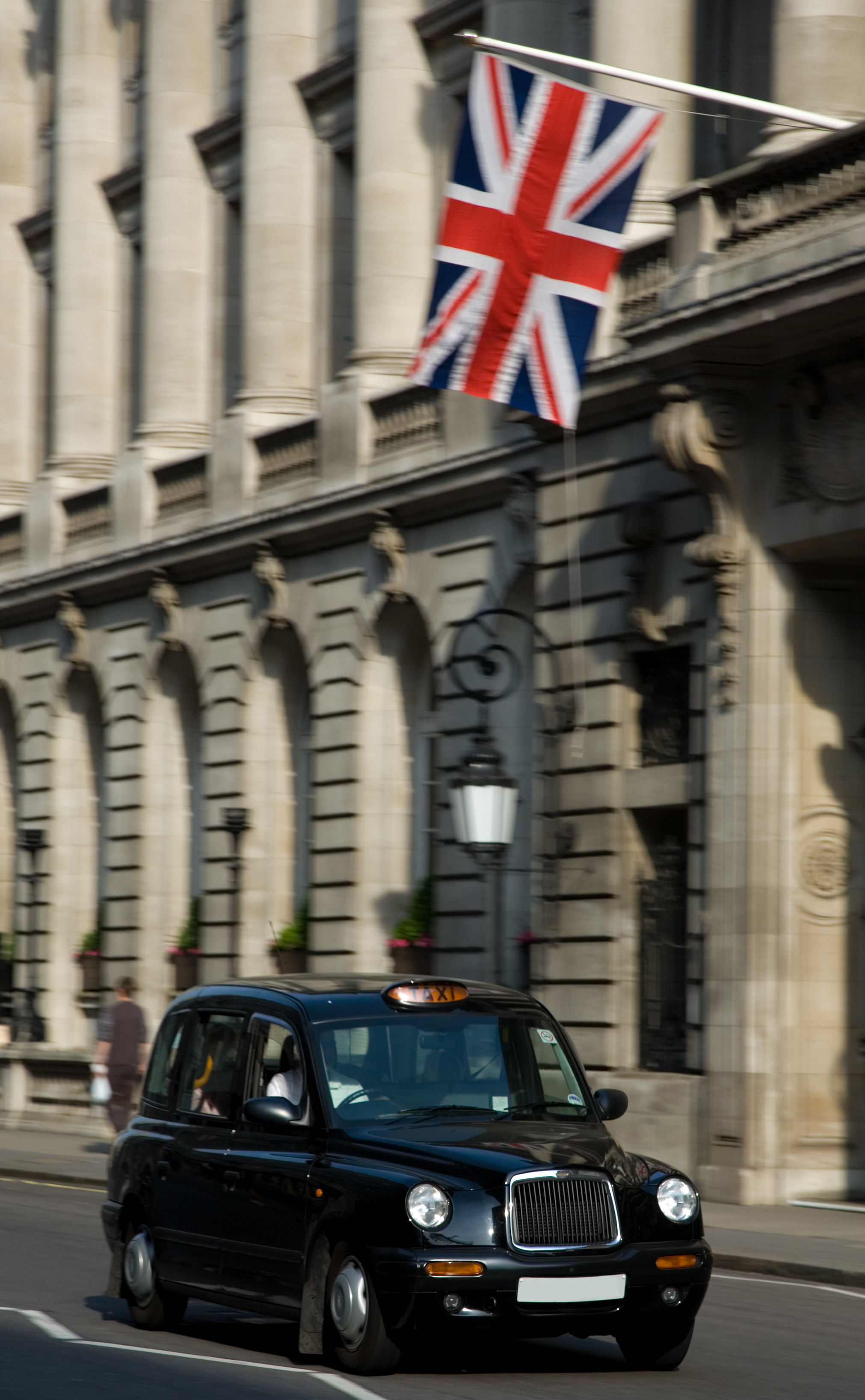
Un taximetru din Londra.

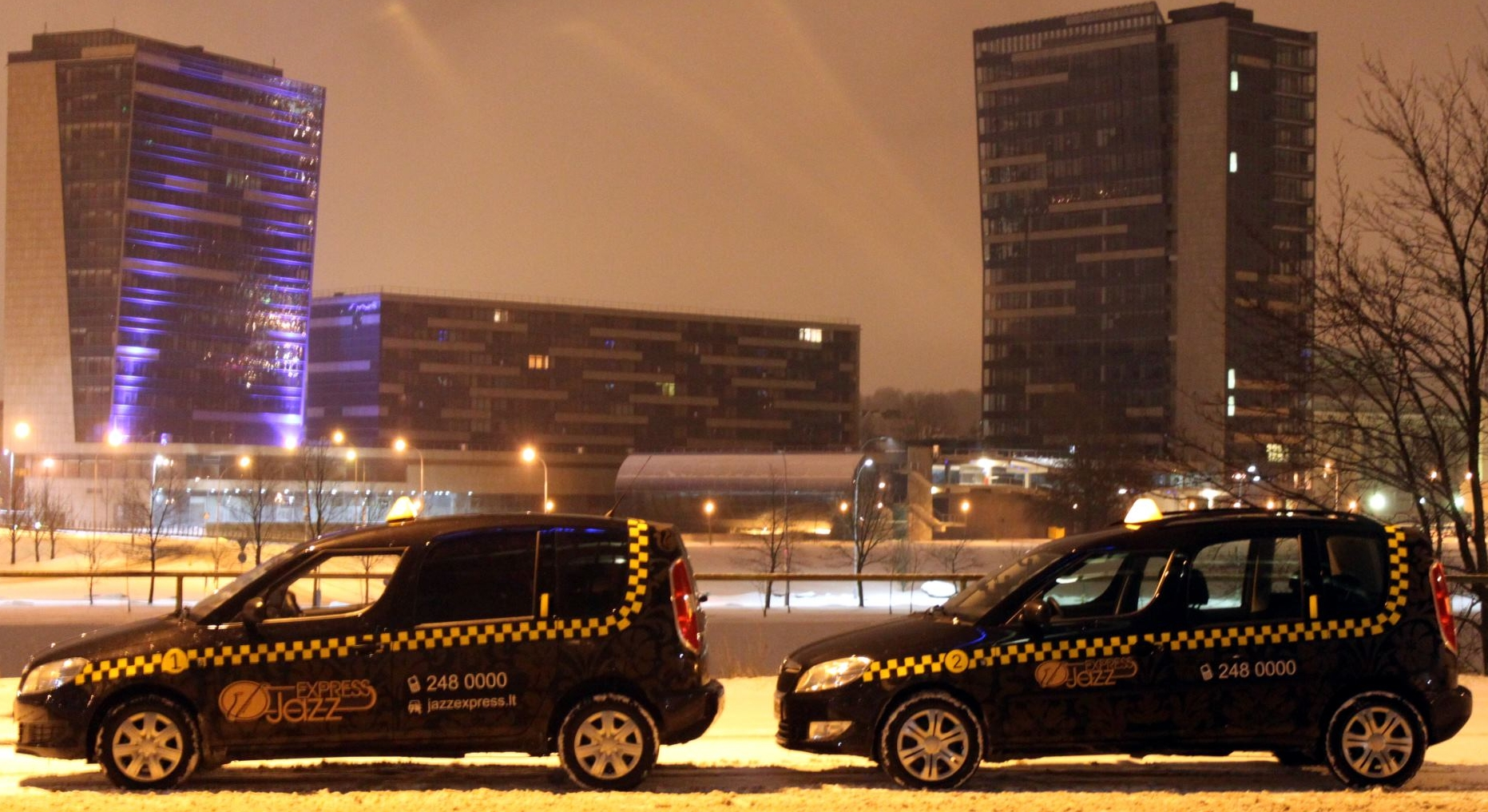
Taximetre în Vilnius, Lituania

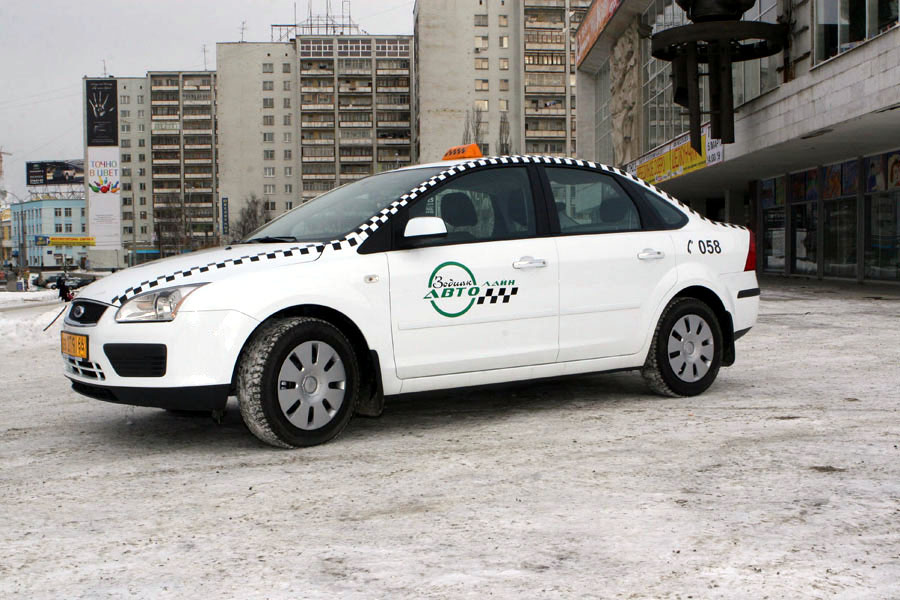
Un taximetru în Ekaterinburg, Rusia

Taximetrul (pl. taximetre; în limbajul uzual, taxi – pl. taxiuri) este un tip de transport public destinat unui grup mic de pasageri sau mărfurilor. În general, taximetrele depind de companii private, cu prețuri și facilități diferite. Un taximetru poate fi găsit în orașe la o stație de taxi, dar și parcat în cele mai diverse locuri sau luat „din mers” – în cazul în care clientul a făcut un semn sugestiv de la distanță (de obicei, ridicarea unei mâini sau un fluierat caracteristic), iar șoferul taximetrului este interesat (în caz că nu are deja stabilită altă destinație sau dacă nu este în afara programului de lucru).
Spre deosebire de alte forme de transport în comun, taximetrul este închiriat în interes personal. Clientul hotărăște destinația și poate propune șoferului traseul de urmat; în cazul în care se face o comandă telefonică, poate fi stabilit și locul de întâlnire (în cazul în care ora sau locația clientului îngreunează găsirea unui taximetru cu mijloacele enumerate mai sus, ori din pura comoditate a clientului). Taximetrul poate staționa la cererea clientului, iar acesta va părăsi vehiculul după ce a lăsat o garanție și va reveni pentru a continua călătoria.
Atât staționarea, cât și distanța străbătută contribuie la creșterea prețului călătoriei, măsurat cu un aparat special (cel care dă numele mijlocului de transport); în caz că aparatul nu funcționează corect, multe companii garantează gratuitatea respectivei călătorii. În plus, lipsa unui aparat funcțional și „estimarea” prețului în loc de către șofer este considerată ilegală în multe țări.
Practicarea meseriei de conducere a unui taximetru în interesul clienților se numește taximetrie. Cel care prestează o astfel de muncă, șoferul, este numit taximetrist.

## Etimologie
Ambele variante notate de dicționarele limbii române – taximetru și taxi – provin din limba franceză. O dovadă a acestei afirmații, dincolo de utilizarea în mod foarte asemănător, este accentuarea, împrumutată ca atare. În vreme ce mulți termeni care conțin elementul de compunere final „-metru” sunt preluați din franceză, forma „taxi” cu accent pe silaba finală este o altă particularitate a limbii franceze. Deși forma „taxi” este uneori accentuată pe prima silabă în limba română, această variantă este nerecunoscută de normele limbii.

## Istoria taximetrului
Despre închirierea de vehicule pentru transport de persoane în orașe se vorbește - la nivel european - încă din secolul al 17-lea, mai întâi în capitala Franței, Paris, apoi în cea a Angliei – Londra, unde a și fost legiferat acest tip de serviciu public. A urmat apoi Viena și de aici moda birjelor s-a extins pe tot continentul și chiar mai departe. În secolul al XIX-lea birjele sunt modernizate și adaptate cerințelor de transport rapid și confortabil. Taxiurile, adică vehiculele de transport motorizate au apărut pentru prima dată pe străzile Parisului, în anul în 1899, pe cele din Londra în 1903, iar la New York, în 1907. Taxiurile newyorkeze au fost importate din Franța de Harry N. Allen. Allen a fost și primul care a vopsit taximetrele în galben, după ce a aflat că aceasta este culoarea cel mai ușor de văzut de la distanță. Cea mai importantă invenție în acest domeniu nu a fost considerată nici aparatul de taxat, nici desenul în șah de pe uși, ci stația radio - din 1940.
În 1899 și 1900, vehiculele electrice surclasau toate celelalte tipuri de mașini, iar 90% din taxiurile din New York erau electrice. Pentru comparație, din cele 4.192 de mașini produse în Statele Unite, 28%  erau electrice, multe dintre ele fiind destinate taximetriei.
Electrobat au fost primele taxiuri ce au circulat în New York începând cu anul 1897. Prima companie de taxiuri s-a numit Electric Carriage and Wagon Company, aceasta având pentru început 12 taxiuri electrice. În doar doi ani numărul acestora a crescut la 100 de mașini.Un incendiu devastator din 1907 distruge întregul parc de 300 de mașini electrice iar compania se închide, readucând astfel taxiurile trase de cai pe străzile orașului.
Începând cu anii 1920 industria de taxiuri începe din nou să ia avânt și numărul mașinilor de pe străzi crește. Companii precum General Motors și Ford Motor Company încep investițiile însă cea care se va remarca îndeosebi este Checker Cab Manufacturing Company, aceasta devenind compania cu cel mai mare succes din acest domeniu.
Medalioanele lipite pe vehicule ce demonstrează licența oficială de taxi au fost introduse în anul 1937 și au rămas până în ziua de astăzi, iar culoarea galbenă a devenit obligatorie în anul 1967, când toate automobilele cu medalioane au devenit astfel extrem de ușor de recunoscut pe străzile New York-ului.
Primul vehicul dedicat taximetriei, în accepțiunea de astăzi a termenului, a apărut în 1897, când Gottlieb Daimler, inventatorul automobilului, a produs primul vehicul motorizat echipat cu un aparat de taxare. Vehiculul se numea Daimler Victoria și a fost livrat antreprenorului german Friedrich Greiner, care a pus bazele primei firme cu taxiuri motorizate în Stuttgart, Germania.

## Istoria taximetrului în România
Istoria transportului public din România începe cu primele autobuze, în 1921, mașinile fiind proprietatea unei mici întreprinderi particulare. Nu au avut însă viață lungă, în mare parte din cauza concurenței tramvaiului. Totuși, autobuzele au început să circule, pe trasee neacoperite de rețeaua de tramvaie. Numărul autobuzelor a crescut în preajma anului 1930. Serviciul de taximetrie, ca o componentă a rețelei de transport public, a fost însă organizat abia în anii de după cel de-al Doilea Război Mondial. 
În anii 1953-1954 se organizează serviciul de taximetrie motorizată pe teritoriul României. În perioada comunistă, serviciul de taxi era monopol de stat, iar toți șoferii de taxi erau angajați cu contract de muncă și erau plătiți cu salariu fix, de bază, la care se adăuga o sumă de bani calculată ca procent din planul de încasări lunar. 

### Câștiguri salariale
În anii 1970, planul de încasări la nivel de București era de 20.000 de lei, din care taximetristul primea 11%, la care se adăuga salariul fix și bacșișurile. Conform mărturiilor taximetriștilor din acea perioadă, doar din bacșișuri un taximetrist putea câștiga între 5000 și 7000 de lei, la care se adăugau celelalte venituri. Astfel, taximetria devenise una dintre cele mai profitabile meserii. Spre comparație, câștigul salarial mediu net la nivelul întregii economii era de 1712 lei, iar în 1989 era de 3063 de lei. Mai jos, un tabel al evoluției câștigurilor salariale medii brute și nete între 1953, anul apariției taximetriei în România, și 1989.
| Anul | Câștigul salarial mediu brut | Câștigul salarial mediu net |
| ---- | ---------------------------- | --------------------------- |
| 1953 | 447                          | 410                         |
| 1970 | 1434                         | 1289                        |
| 1975 | 1813                         | 1595                        |
| 1980 | 2602                         | 2238                        |
| 1985 | 3285                         | 2827                        |
| 1989 | 3538                         | 3063                        |

### Tarifele practicate la începuturile taximetriei
În 1962 tarifele pentru cursele de taxi în București erau: 3 Lei pornirea indiferent de modelul mașinii, pentru mașinile "G.A.Z." M21 Volga tariful era de 50 de Bani pentru fiecare 150 m parcurși, iar pentru "G.A.Z." M20 Pobeda și "Moskvich" tariful era 50 de Bani pentru fiecare 200 m parcurși.

### Liberalizarea pieței de taximetrie după Revoluția din decembrie 1989
Imediat după Revoluția din 1989, autoritățile centrale s-au retras din piața de taxi și au încetat să mai dețină monopol asupra acestui serviciu. Autoritățile locale și-au dezvoltat însă pârghii prin care putea reglementa piața într-o bună măsură. Acest control a fost exercitat în special prin stabilirea unui preț maximal pentru aceste servicii și prin emiterea unui număr limitat de licențe de taxi pentru șoferii care voiau să practice această meserie. Cele două pârghii de control au generat multă corupție, inclusiv prin apariția unei piețe paralele de revânzare și subînchiriere a licențelor, precum și probleme pentru pasageri, care erau nevoiți să aleagă dintr-o ofertă limitată în mod artificial.
Mult timp, în special în orașele principale, piața de taxi a fost dominată de firmele mari ce dețineau cele cea mai mare parte dintre licențe, precum și dispeceratele, care centralizau comenzile și apoi le distribuiau către șoferii aflați pe traseu. 
Apariția pirateriei practicate de șoferi cu licențe inexistente sau false este unul dintre efectele limitării numărului de licențe emise de autoritățile locale (primării).
În anii '90 au apărut și celebrele probleme cu taxiurile de la aeroportul Otopeni și Gara de Nord, care s-au perpetuat până la momentul liberalizării reale a pieței de transport urban, fapt care s-a întâmplat după 2012.

### Apariția aplicațiilor de taxi
Prima aplicație mobilă care a reușit să se impună pe piața din România, produsă de un start-up local, a fost lansată în 4 octombrie 2012 printr-un parteneriat cu operatorul telecom Orange, urmată la 8 octombrie 2012 de competitorul principal care s-a lansat în parteneriat cu Vodafone. Acestea au reușit să schimbe piața de taxi. Odată ce și-au asigurat o bază importantă de șoferi și de clienți, aplicațiile au redus foarte mult dependența șoferilor de taxi de dispecerate. 
La momentul lansării, aplicațiile permiteau plata cash direct la șofer, iar plata cu cardul prin aplicație a fost introdusă în 2014. În 2019, aplicațiile aveau peste 1 milion de utilizatori și 30.000 de șoferi prezenți în platformă.
Liderul de piață a fost și cel care a revoluționat transportul cu taxiul de la aeroportul Henri Coandă, introducând automate pentru comenzi în aeroport în 2013, fapt ce a contribuit la creșterea calității serviciilor și îmbunătățirii siguranței pasagerilor.

## Tipuri de taximetre
Taximetrele pot fi de următoarele tipuri:
- Taximetre publice, care pot fi accesibile de către orice persoană.
- Taximetre de tip privat, care pot fi accesibile doar prin rezervare.
- Taximetre de tip maxi taxi, un tip de transport public, poate fi folosit de mai multe persoane în același timp.
- Taximetre de tip limuzină, vehicule speciale, disponibile doar prin rezervare.

## Culoarea taxiurilor
În unele țări, taxiurile sunt de obicei vopsite într-o anumită culoare pentru a le face să iasă în evidență pe șosea.
- Londra - negru
- New York - galben pentru toate taxiurile care nu funcționează cu dispecerate și pot fi oprite pe drum
- Polonia - pot fi folosite toate culorile
- Olanda - negru și galben
- Hong Kong - rosu

## Taximetrul în cultura pop

#### Muzică
- Joe le taxi, un cântec în limba franceză înregistrat în 1987 de cântăreața Vanessa Paradis, pe atunci în vârstă de doar 14 ani
- Taxi (formație), formație românească de muzică rock

#### Film
- Taxi Driver (en. „șoferul de taxi”), film de lung-metraj regizat de Martin Scorsese (1976), unde rolul principal este jucat de actorul Robert De Niro